# Gårda BK
Maillots
Le Gårda Bollklubb est un club suédois de football fondé le 1er novembre 1919, et basé à Göteborg, dans le district de Gårda (sv).
En 2014, il évolue en Division 6, le septième échelon du football suédois.

## Histoire
Le club est fondé le 1er novembre 1919. Il évolue en première division pendant huit saisons, entre 1935 et 1943. Durant cette période, plusieurs joueurs célèbres portent ses couleurs, dont Filip Johansson et Gunnar Gren. Son meilleur classement est une cinquième place lors des saisons 1937-1938 et 1938-1939.
Après sa relégation en deuxième division en 1943, il dégringole en troisième division en 1946, puis en quatrième division dès la saison suivante. Le club continue à évoluer dans les échelons inférieurs du football suédois depuis.

## Résultats en championnat

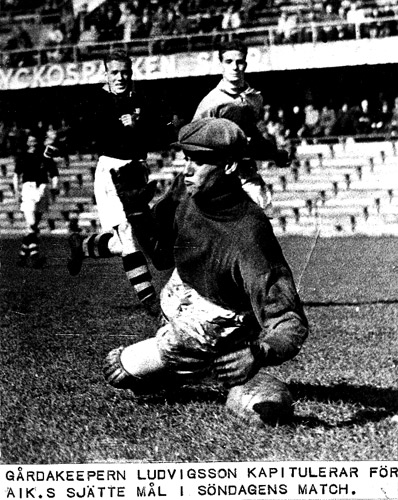
Rune Ludvigsson, gardien du Gårda BK, en 1943.

- 1931-1932 : 10e de Division 3 Västsvenska
- 1932-1933 : 1er de Division 3 Västsvenska (promu)
- 1933-1934 : 3e de Division 2 Västra
- 1934-1935 : 1er de Division 2 Västra (promu après barrages)
- 1935-1936 : 6e d'Allsvenskan
- 1936-1937 : 10e d'Allsvenskan
- 1937-1938 : 5e d'Allsvenskan
- 1938-1939 : 5e d'Allsvenskan
- 1939-1940 : 9e d'Allsvenskan
- 1940-1941 : 9e d'Allsvenskan
- 1941-1942 : 8e d'Allsvenskan
- 1942-1943 : 11e d'Allsvenskan (relégué)
- 1943-1944 : 5e de Division 2 Västra
- 1944-1945 : 6e de Division 2 Västra
- 1945-1946 : 10e de Division 2 Västra (relégué)
- 1946-1947 : 9e de Division 3 Västsvenska Södra (relégué)